# رکسانا (فیلم ۱۴۰۱)
رکسانا فیلمی به کارگردانی و نویسندگی پرویز شهبازی و به تهیه‌کنندگی مسعود ردایی ساخته سال ۱۴۰۱ است. این فیلم در بخش ویژه جشنواره فیلم فجر ۱۴۰۳  نمایش داده شد و تحسین اهالی رسانه را برانگیخت.

## خلاصه داستان
داستان یک قمارباز جوان است که عاشقانه‌ای غیرمنتظره با یک دختر هنرمند با استعداد پیدا می‌کند. مصمم است زندگی خود را تغییر دهد، او تلاش می‌کند تا فردی بهتر و مفیدتر شود.

## بازیگران[۳]
| بازیگر         | نقش                    |
| یسنا میرطهماسب | فِرِد                    |
| مهسا اکبرابادی | رکسانا                 |
| مائده طهماسبی  | مادر                   |
| بهرنگ علوی     | صاحب قمارخانه زیرزمینی |
| شهرام عبدلی    |                        |
| نیلوفر کوخایی  |                        |
| رامبد مطلبی    |                        |
| رزیتا سلطانی   |                        |

## افتخارات[۳]
- جایزه بهترین بازیگر مرد برای یسنا میرطهماسب از سی و ششمین جشنواره بین‌المللی فیلم توکیو
- نامزد بهترین فیلم برای پرویز شهبازی از سی و ششمین جشنواره بین‌المللی فیلم توکیو